# Arga-Juriach
Arga-Juriach (ros.: Арга-Юрях; Аргаа-Юрэх, Argaa-Jurech) – rzeka w azjatyckiej części Rosji, w północno-wschodniej Jakucji, na Nizinie Kołymskiej; łączy się z Ilin-Juriachem tworząc Rossochę. Powstaje z połączenia Ziei i Taba-Bastaachu spływających z gór Ułachan-Sis. Długość rzeki wynosi 312 km; dorzecze zajmuje powierzchnię 5600 km². Reżim deszczowo-śnieżny.